# Francisco Ortega (bispo)
Francisco Ortega (falecido em 1602) foi um prelado católico romano que serviu como bispo de Nueva Cáceres (1599–1602).

## Biografia
Francisco Ortega foi ordenado sacerdote na Ordem de Santo Agostinho. No dia 13 de setembro de 1599, foi nomeado durante o papado de Clemente VIII como Bispo de Nueva Cáceres. Em 1600, foi consagrado bispo, servindo até à sua morte em 1602.